# Sasol
Sasol este o companie din Africa de Sud, înființată în anul 1950 sub numele South African Coal Oil and Gas Corporation. Compania are ca principale domenii de activitate mineritul, energia și chimicalele. Este una din puținele companii din lume care produc benzină sintetică din cărbune, prin procedeul Fischer-Tropsch.
Număr de angajați în 2008: 30.000